# Jared Gilman

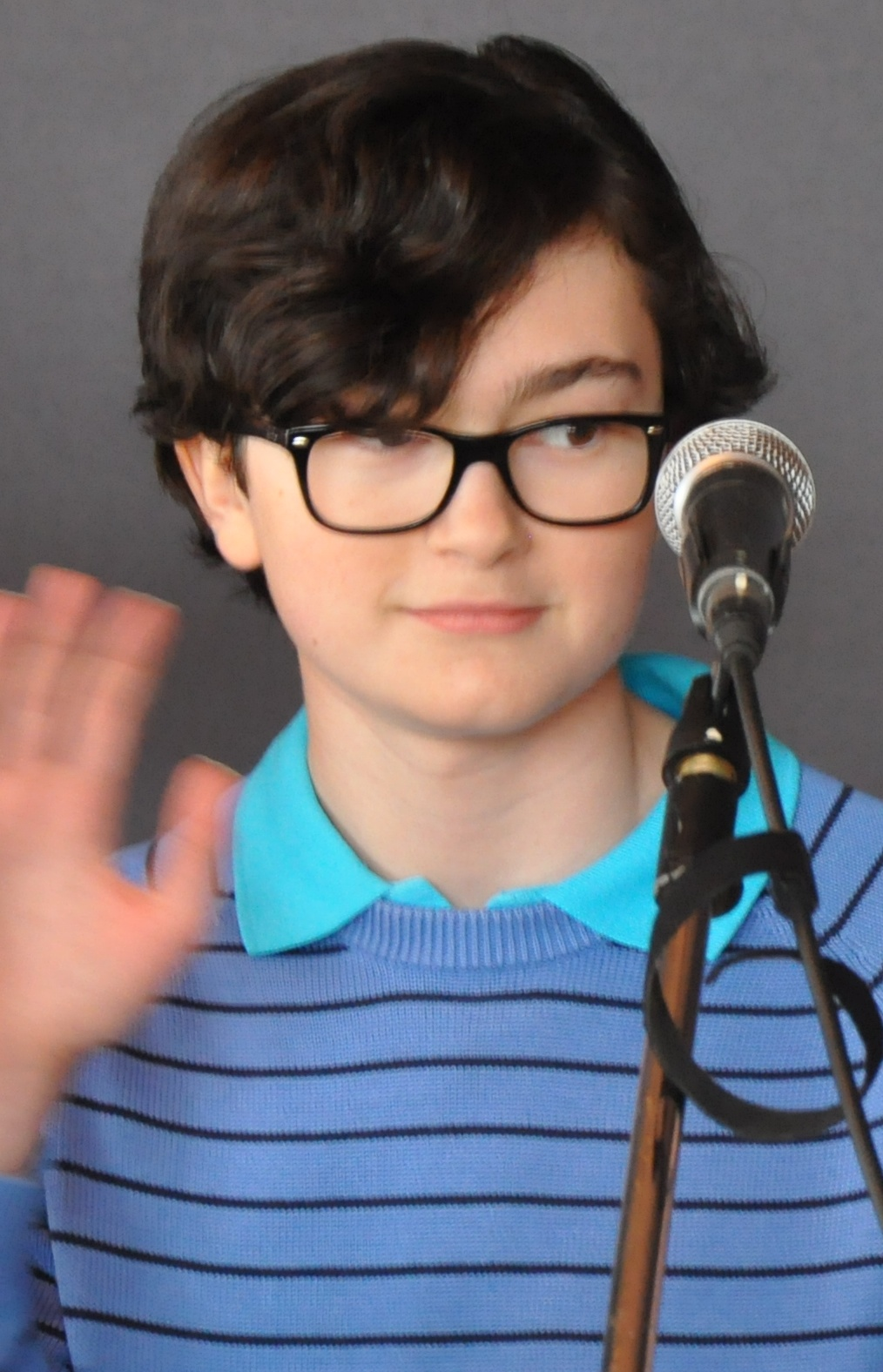
Jared Gilman (2012)

Jared T. Raynor Gilman (* 28. Dezember 1998 in New Jersey) ist ein US-amerikanischer Schauspieler. Bekannt ist er durch seine Rolle im Film Moonrise Kingdom (2012).

## Leben und Karriere
Jared Gilman wurde als Sohn von Leslie und Rick Gilman im Dezember 1998 im US-Bundesstaat New Jersey geboren. Während er in South Orange, New Jersey, aufwuchs, besuchte er die Newark Academy in Livingston. Er ist im Crosslauf- und im Fecht-Team der Schule und spielt seit seinem dritten Lebensjahr Golf. Seine ersten Schauspielerfahrungen machte er bei Theaterstücken während der Sommerakademie. 
Im Alter von zwölf Jahren bekam er seine erste Rolle in Wes Andersons Filmkomödie Moonrise Kingdom, die im Mai 2012 die 65. Internationalen Filmfestspiele von Cannes eröffnete. Er spielt darin neben Bruce Willis, Edward Norton, Bill Murray und Kara Hayward die Hauptrolle des Sam Shakusky, der sich in Suzy Bishop (gespielt von Hayward) verliebt und mit ihr in die Wildnis durchbrennt, woraufhin die Gemeinschaft die Verfolgung aufnimmt. Für diese Rolle wurde er unter anderem bei den Young Artist Awards 2013 in der Kategorie Bester Hauptdarsteller in einem Spielfilm, sowie für den Phoenix Film Critics Society Awards in der Kategorie Best Youth Performance in a Lead or Supporting Role – Male nominiert. Bei den MTV Movie Awards 2013 erhielt er zusammen mit Hayward für ihren gemeinsamen Kuss eine Nominierung in der Kategorie Bester Filmkuss.

## Filmografie (Auswahl)
- 2012: Moonrise Kingdom
- 2014: Elsa & Fred
- 2015: No Letting Go
- 2016: Paterson
- 2021: Rhino